# 瑟藍伽難題
《瑟藍伽難題》（英語：The Tsuranga Conundrum）是英國科幻電視劇《異世奇人》系列11的第5集，是整個劇集的第281個故事，於2018年11月4日在英國廣播公司第一台首播。本集的劇本由本系列新任主理人、首席編劇和執行製作人克里斯·奇布諾爾撰寫，導演為珍妮弗·佩羅特。
博士和她的同伴格雷姆·奧布萊恩、瑞恩·辛克萊和婭斯敏·坎因為意外事故被救上一艘急救醫療的飛船。隨後飛船受到一個極度危險的外星生物攻擊，飛船自身系統因外星生物的入侵而處於即將爆炸狀態，博士和同伴們需要面對當前的雙重危機。本集中的客串演員有布雷特·戈德斯坦、洛伊絲·錢敏巴、蘇珊妮·帕克、本·貝利·史密斯、大衛·希爾茲和傑克·沙盧。
《瑟藍伽難題》在英國播出當晚的收視人數為612萬，總收視為776萬，收到的評論褒貶不一。

## 故事梗概
博士和同伴們在一個垃圾場行星上用探測器進行清掃時，不小心引爆了一個音速地雷，造成博士連同格雷姆、瑞恩和婭斯敏受傷昏迷。所幸他們全部被並在瑟藍伽飛船上的緊急醫療人員所救，當博士醒來時，他們正隨船前往預定的醫療空間站。博士擔心遺棄在垃圾場星球上的塔迪斯被人撿走，提出修改飛行路線，被告知飛船的航線已經被鎖定，當線路變化時系統會判斷成被劫機而啟動自毀程序。在此期間，博士一行人認識了飛船上的其他病人：一位著名的將軍伊芙·西塞羅，和她的弟弟達卡斯，以及她的搭檔克隆機器人羅南，還有一位懷孕即將臨產的男人約斯。在博士用音速起子進入飛船操作系統後，她和護士長阿斯托注意到了有一個東西正在向飛船駛來。這個東西是一個外星生物，它很快進入了飛行艙內，並且不斷破壞了某些特定區域，現在正專注於破壞於飛船上的救生艙。為了調查救生艙的受損情況，阿斯托冒失地進入艙內檢查，隨後被困在艙內。外星生物破壞了救生艙的聯接結構，將它們都彈射到太空之中。阿斯托隨著救生艙在太空中的爆炸而犧牲。
在阿斯托的助手瑪布利的幫助下，博士和飛船上的人們知道了這個高度危險的生物叫皮汀，它以非有機物質為食。遠程的空間站監測到飛船上有外星生物入侵，在三次確認之後如果飛船仍然受到攻擊，它將會被遠程引爆。博士和同伴們需要阻止此事發生。婭斯敏和羅南守護飛船的能量來源，避免它受到皮汀的攻擊。格雷姆和瑞恩作為助產士，協助瑪布利幫約斯接生。博士、伊芙和達卡斯通過神經元接觸找到了控制飛船航行的方法，由於身患嚴重的心臟疾病，伊芙在控制飛船過程中去世，達卡斯接替了她的工作，確保飛船運行在正確的航線。
為了解決皮汀，博士意識到它是因為被飛船上大量的能源吸引而來到這裡。而此時遠程空間站已經確認是否有入侵生物三次，飛船上內建的自曝炸彈已經處於即將爆破狀態。博士小心地將炸彈移動到一個救生艙中，加速了引爆時間，並且將艙門打開，以巨大的爆破能量引誘皮汀前來吞食，在皮汀上當後，博士隨即將它連同炸彈彈射到太空之中。瑟藍伽飛船安全抵達空間站，在格雷姆和瑞恩幫助下，約斯生下了一個健康的男嬰。博士在離開空間站去尋找塔迪斯之前，和同伴們、瑪布利以及其他病人一起紀念為救助他們而犧牲的伊芙。

## 製作

### 開發
外星生物皮汀（Pting）是由編劇蒂姆·普萊斯創作并命名的，他曾在本系列開發早期的編劇團隊。主理人克里斯·奇布諾爾告訴《異世奇人》雜誌主編馬庫斯·赫恩，整個團隊都喜歡皮汀這個「很高明而又不太尋常的外星人名字」。

### 選角
在首播集《天外來客》片尾的整季預告中，公佈布雷特·戈德斯坦、洛伊絲·錢敏巴和本·貝利·史密斯與眾多演員一起客串出演本系列，他們分別飾演阿斯托，瑪布利和達卡斯·西塞羅。本集中的客串演員還包括飾演伊芙·西塞羅的蘇珊妮·帕克、飾演羅南的大衛·希爾茲以及飾演約斯的傑克·沙盧。

### 拍攝
澳大利亞導演珍妮弗·佩羅特在本季中執導本集和第7集。

## 發行與反響
| 綜合得分         | 綜合得分 |
| 來源             | 評分     |
| ---------------- | -------- |
| 爛番茄（平均分） | 6.0      |
| 爛番茄（新鮮度） | 88%      |
| 評論得分         |          |
| 來源             | 評分     |
| 《娛樂周刊》     | B-       |
| 《每日鏡報》     | [ 7 ]    |
| 《廣播時報》     | [ 8 ]    |
| 《影音俱樂部》   | B        |
| 《獨立報》       | [ 10 ]   |
| 《TV Fanatic》   | [ 11 ]   |

### 收視
《瑟藍伽難題》英國播出當晚收視人數為612萬，收視份額為29.5%，位列當晚收視第2位，整周收視率在所有頻道排名第6。本集的欣賞指數為79分。

### 評價
《瑟藍伽難題》在爛番茄網站上獲得了88%的新鮮度，平均得分6.0/10（13位劇評人）。

## 資料來源
1. 1 2 3  Hearn, Marcus. . Doctor Who Magazine. 2018年12月, (531): 26.
2. ↑  Fullerton, Huw. . 廣播時報. 2018年10月7日  [2018年10月7日]. （原始内容存档于2018-11-01） （英语）.
3. ↑  . 廣播時報. 2018年10月14日  [2018年10月31日]. （原始内容存档于2018-10-14） （英语）.
4. ↑  Ling, Thomas. . 廣播時報. 2018年11月4日  [2018年11月5日]. （原始内容存档于2018-11-05） （英语）.
5. 1 2 3  . 爛番茄.   [2018年11月8日]. （原始内容存档于2018-12-03） （英语）.
6. ↑  Coggan, Devan. . 娛樂周刊. 2018年11月4日  [2018年11月5日]. （原始内容存档于2021-01-11） （英语）.
7. ↑  Jackson, Daniel. . 每日鏡報. 2018年11月4日  [2018年11月5日]. （原始内容存档于2020-12-01） （英语）.
8. ↑  Mulkern, Patrick. . 廣播時報. 2018年11月4日  [2018年11月5日]. （原始内容存档于2018-11-05） （英语）.
9. ↑  Siede, Caroline. . 影音俱樂部. 2018年11月4日  [2018-11-06]. （原始内容存档于2021-01-13） （英语）.
10. ↑  Power, Ed. . 獨立報. 2018年11月4日  [2018年11月4日]. （原始内容存档于2019-04-17） （英语）.
11. ↑  Keng, Diana. . TV Fanatic. 2018年11月5日  [2018-11-06]. （原始内容存档于2020-10-22） （英语）.
12. ↑  Marcus. . Doctor Who News. 2018年11月5日  [2018年11月5日]. （原始内容存档于2018-11-05） （英语）.
13. ↑  . Doctor Who News.   [2018年11月6日]. （原始内容存档于2018-11-07） （英语）.

## 外部連結
- "瑟藍伽難題" 在 BBC《異世奇人》的主頁
- TARDIS Data Core上的相关条目： 《瑟藍伽難題》
- "瑟藍伽難題" 在 異世奇人: 時間（旅行）簡史
- 互联网电影数据库上瑟藍伽難題的资料（英文）